# Stephanie Del Valle
Stephanie Del Valle Díaz (San Juan, Puerto Rico, 30 de diciembre de 1996) es una modelo y reina de belleza puertorriqueña, ganadora de Miss Mundo 2016, siendo la segunda representante de Puerto Rico en conseguir el título desde 1975.

## Biografía
Del Valle nació en San Juan, la capital de Puerto Rico, siendo la hija menor del abogado Jesús del Valle y su esposa Diana Díaz, tiene 2 hermanos mayores, ellos son Gretchen y Omar, además de tener 2 sobrinas. A la edad de 8 años viaja a Brasil como embajadora de su país formando parte del "Coro de niños de San Juan", pues durante su estadía en el país sudamericano se conmovió de la pobreza de los niños que residían en dicho país.
En la actualidad reside en Nueva York estudiando Teatro Musical y Preleyes dentro de un programa especial en Pace University, además de manejar con fluidez 3 idiomas: español, inglés y francés, el último lo estudió en la Alianza Francesa.

## Miss Mundo Puerto Rico
Antes de consagrarse como la ganadora nacional en su país Del Valle no había tenido experiencia alguna en certámenes de belleza, sin embargo el 17 de marzo de 2016 gana el certamen nacional, siendo la sucesora de Keysi Vargas, por lo que le otorgó el derecho de representar a Puerto Rico en Miss Mundo 2016 que se celebraría en Estados Unidos. Durante su reinado también alternaba sus estudios universitarios, ya que semanalmente se trasladaba de la isla a Estados Unidos y viceversa; el trabajo y preparación para el concurso estuvo a cargo de la entrenadora de reinas de belleza Grace Fontecha.

## Miss Mundo
Durante tres semanas previas a la final, Del Valle compitió entre 117 candidatas provenientes de diversas regiones del mundo, en los desafíos de la etapa preliminar, Del Valle quedó entre las 21 mejores participantes en la prueba de Talento, en la gala final celebrada el domingo 18 de diciembre de 2016 logra clasificar entre las 20 finalistas de la competencia, para posteriormente clasificar entre las 10 mejores y finalmente tras las preguntas del jurado clasifica entre las cinco finalistas de toda la competencia. Finalmente, Stephanie del Valle se inscribe en la historia de Miss Mundo, siendo la segunda mujer de Puerto Rico en ganar la corona, pues la primera fue Wilnelia Merced quien ganó el concurso en Miss Mundo 1975, hace 41 años atrás, de esta manera Del Valle se convierte en la sucesora de Mireia Lalaguna de España quien fue Miss Mundo 2015.